# To Be with You
Singles de Mr. Big
Green-Tinted Sixties Mind
(1991) Just Take My Heart
(1992)
To Be with You est une ballade acoustique interprétée par le groupe de rock américain Mr. Big, écrite et composée par son chanteur Eric Martin et David Grahame. Sortie en single en décembre 1991 aux États-Unis, il s'agit du troisième extrait de l'album Lean Into It.
To Be with You est le plus grand succès commercial du groupe, se classant en tête des ventes de singles dans plusieurs pays.

## Histoire de la chanson
Eric Martin a écrit et composé une première version de la chanson quand il avait 16 ou 17 ans, inspiré par une fille prénommée Patricia dont il était amoureux.
La chanson avait alors une orientation plus folk, et un an environ avant de rejoindre Mr. Big, Eric Martin a retravaillé la chanson en collaboration avec David Grahame, un musicien qui avait joué dans la comédie musicale Beatlemania. Celui-ci propose de s'inspirer de la chanson Give Peace a Chance, avec un accompagnement musical réduit à une guitare acoustique, une grosse caisse et taper dans ses mains.
La version finale enregistrée par Mr. Big comporte, outre le chant d'Eric Martin et les autres membres assurant les chœurs sur le refrain et tapant dans leurs mains, une guitare acoustique, une basse, une grosse caisse et un tambourin.

## Clip
Le clip est réalisé par Nancy Bennett. Filmé en noir et blanc dans sa première moitié, et en couleur dans la seconde, il montre le groupe jouant la chanson dans une voiture-salon.

## Classements hebdomadaires
| Classement (1991-1992)                 | Meilleure position |
| -------------------------------------- | ------------------ |
| Allemagne (GfK Entertainment)          | 1                  |
| Australie (ARIA)                       | 1                  |
| Autriche (Ö3 Austria Top 40)           | 1                  |
| Canada (RPM Top Singles)               | 1                  |
| États-Unis (Billboard Hot 100)         | 1                  |
| Belgique (Flandre Ultratop 50 Singles) | 1                  |
| France (SNEP)                          | 10                 |
| Irlande (IRMA)                         | 2                  |
| Norvège (VG-lista)                     | 1                  |
| Nouvelle-Zélande (RMNZ)                | 1                  |
| Pays-Bas (Nederlandse Top 40)          | 1                  |
| Pays-Bas (Single Top 100)              | 1                  |
| Royaume-Uni (UK Singles Chart)         | 3                  |
| Suède (Sverigetopplistan)              | 1                  |
| Suisse (Schweizer Hitparade)           | 1                  |

## Certifications
| Pays              | Certification | Unités certifiées |
| ----------------- | ------------- | ----------------- |
| Allemagne (BVMI)  | Or            | 250 000           |
| Australie (ARIA)  | Platine       | 70 000            |
| États-Unis (RIAA) | Or            | 500 000           |
| Pays-Bas (NVPI)   | Or            | 50 000            |
| Royaume-Uni (BPI) | Argent        | 200 000           |
| Suède (GLF)       | Or            | 25 000            |